# 武庫川女子大學
武庫川女子大學（日語：武庫川女子大学）是一所位於日本兵庫縣西宮市的私立大學，校區鄰近阪神甲子園球場。該校創校於1939年，1949年大學設置。

## 學部
- 文學部
  - 日本語日本文學科
  - 英語文化學科
  - 教育學科
  - 健康體育科學科
  - 心理暨社會福利學科
- 生活環境學部
  - 生活環境學科
  - 食品營養學科
  - 資訊媒體學科
  - 建築學科
- 音樂學部
  - 聲樂學科
  - 樂器學科
- 藥學部
  - 藥學科
  - 健康生命藥科學科

## 研究所
- 文學研究科
- 生活環境學研究科
- 藥學研究科
- 臨床教育學研究科

## 專攻科
- 文學專攻科
- 音樂專攻科

## 武库川女子大学短期大学部
- 日本語文化學科
- 英語溝通學科
- 幼兒教育學科
- 人類關係學科
- 健康暨運動學科
- 食生活學科
- 生活造形學科

## 外部連結
- 武庫川女子大學網站 （页面存档备份，存于）